# Latin pop
Latin pop (ve španělštině pop latino) je druh populární hudby z Latinské Ameriky, Španělska, Portugalska a od hispánských amerických umělců, kteří zpívají ve španělštině. Ostatní evropští zpěváci, kteří pocházejí ze zemí, kde se nemluví španělsky, zejména v Itálii, jsou někdy též považováni za představitele latin popu.

## Historie
Latin pop se většinou vyznačuje vybroušenou produkcí, nevtíravými latinskými rytmy a instrumentací. Latin pop se poprvé dostal do světového povědomí prostřednictvím vokalistů Ritchieho Valensa v padesátých letech 20. století. V pozdějším desetiletí zpěvák sentimentálních písní Julio Iglesias, všestranně nadaná Gloria Estefan a mezi teenagery oblíbená skupina Menudo dostali tento styl do popředí. Nedávno Juanes, Ricky Martin, Shakira, Selena, Luis Miguel, Jennifer Lopez, Thalía, Enrique Iglesias, Chayanne, Paulina Rubio, Ivete Sangalo, Natalia Oreiro, Dulce María, Tini. A popové skupiny RBD a Menudo, které prodávají latin pop na celém světě v milionových nákladech.

## Druhy žánru
Existují dvě hlavní varianty tohoto hudebního žánru. První je skutečný pop zpívaný ve španělštině, ve spanglish (španělská angličtina) nebo v portugalštině. Druhý míchá pop s různými variantami latinskoamerických nebo iberských rytmů jako salsa, samba, cumbia, norteña, merengue, banda, tex-mex, flamenco, tango, reggaeton, Rock en Español, vallenato a reggae. Latin/o pop často obsahuje též hip-hopové části.

## Výskyt
Hodně světových zpěváků má ve svém repertoáru několik latino hitů, aniž by sami byli hispánského původu. Například Madonnina píseň „La Isla Bonita“, píseň „Spice up Your Life“ od Spice Girls, píseň „I Wanna“ Lotyšky Marie N (též známé pod jménem Marija Naumova, která vyhrála cenu Eurovize v roce 2002), „Mi Chico Latino“ zpěvačky Geri Halliwell nebo skladba „Dov'è L'Amore“ zpěvačky Cher.
Někteří umělci zahrnují latino remixy do svých vlastních singlů, které potom též mohou být klasifikované jako latin pop. Tyto skladby bývají často namixované DJi s hispánským původem. Mezi ně patří David Morales, Junior Vazquez či Pablo Flores a další. Někteří zpěváci, kteří vydali takovéto remixy jsou, kromě již zmíněných, například Mariah Carey, Britney Spears, Whitney Houston, Will Smith, Alexia, Jamiroquai, Jennifer Paige.
Za hlavní textaře latin popu jsou považováni Richard Daniel Roman, Estefan a Shakira.[zdroj?]